# Gud har oss skapat
Gud har oss skapat är en psalm med text skriven 1977 av Gösta Hedberg och musik skriven 1977 av Leif Strand. Texten är hämtad ur Jeremia 29:11 och tredje versen ur Johannesevangeliet 15:1-6.

## Publicerad i
- Herren Lever 1977 som nummer 933 under rubriken "Framtid och hopp".[2]
- Psalmer och Sånger 1987 som nummer 410 under rubriken "Kyrkan och nådemedlen - Kyrkan - församlingen".[1]